# Ивица Барбарић
Ивица Барбарић (23. фебруар 1962) бивши је југословенски и хрватски фудбалер.

## Каријера
Током каријере играо је за Вележ Мостар, Расинг Сантандер и многе друге клубове.

## Репрезентација
За репрезентацију Југославије дебитовао је 1988.

## Статистика
| Југославија | Југославија | Југославија |
| Год.        | Ута.        | Гол.        |
| ----------- | ----------- | ----------- |
| 1988        | 1           | 0           |
| Укупно      | 1           | 0           |